# جزيرة مسكلي
جزيرة مسكلي هي جزيرة صغيرة تقع قبالة ساحل جيبوتي. تقع الجزيرة في وسط خليج تدجورا.

## نظرة عامة
وجدت جزيرة مسكلي في عام 1900 من قبل القوات الفرنسية، وأصبحت الجزيرة فيما بعد موقعاً لهواة الغوص. بالإضافة للغوص فإن الجزيرة يزورها العديد من الناس لمشاهدة غروب الشمس. سميت جزيرة مسكلي على اسم أغنية من تأليف المغني الفرنسي روماين مارينجو والذي عاش في جيبوتي من عام 1990 وحتى 1992 وزار الجزيرة عدة مرات.[بحاجة لمصدر]
‌